# Muraltia squarrosa
Muraltia squarrosa är en jungfrulinsväxtart som först beskrevs av Carl von Linné d.y., och fick sitt nu gällande namn av Dc.. Muraltia squarrosa ingår i släktet Muraltia och familjen jungfrulinsväxter. Inga underarter finns listade i Catalogue of Life.